# Jeanne d'Angleterre (1272-1307)
Pour les articles homonymes, voir Jeanne d'Angleterre et Acre.
Ne doit pas être confondu avec Jeanne d'Arc.
Titres
Comtesse de Gloucester et de Hertford
30 avril 1290 – 23 avril 1307
(16 ans, 11 mois et 24 jours)
Comtesse d'Atholl
12 octobre 1306 – 23 avril 1307
(6 mois et 11 jours)
Jeanne d'Angleterre (née en avril 1272 à Saint-Jean-d'Acre et morte le 23 avril 1307 à Clare, dans le Suffolk), aussi appelée Jeanne d'Acre, est une princesse anglaise. Fille du roi Édouard Ier d'Angleterre et d'Éléonore de Castille, elle voit le jour pendant la Neuvième croisade, puis est élevée par sa grand-mère maternelle Jeanne de Dammartin dans le comté de Ponthieu pendant son enfance. Rappelée à la cour de son père pour être mariée à l'un des fils de Rodolphe Ier de Habsbourg, les fiançailles de Jeanne n'ont finalement pas lieu en raison de la mort prématurée de son prétendant. Édouard Ier recherche alors d'autres partis intéressants pour sa fille et la marie en 1290 avec le magnat Gilbert de Clare, 7e comte de Gloucester et 6e comte de Hertford. Ayant mis au monde plusieurs enfants, Jeanne devient veuve en 1295, après seulement cinq ans de mariage.
Jeanne se retrouve à la mort de son époux à la tête d'une immense fortune, qui rend sa main fort attractive. Tombée amoureuse de l'écuyer Raoul de Monthermer, elle l'épouse secrètement et sans l'accord de son père en 1297. S'ensuivent plusieurs mois de brouille avec Édouard Ier, qui est pourtant contraint de reconnaître le remariage de sa fille. Jeanne et son époux Raoul regagnent graduellement les faveurs royales pendant les années suivantes. Jeanne meurt en 1307, quelques mois avant son père. L'Histoire garde d'elle l'image d'une femme souvent en dispute avec son père, négligente envers ses enfants et guidée par ses propres sentiments, mais ce portrait reste exagéré par la fiction. S'ajoute à ces légendes entourant le destin de Jeanne la réputation de sa sainteté, créée quelques décennies après sa mort.

## Biographie

### Naissance et enfance
Jeanne est la sixième fille d'Édouard Ier d'Angleterre et de sa première épouse Éléonore de Castille, et la deuxième à survivre à la petite enfance après sa sœur aînée Aliénor. Elle voit le jour en avril 1272 à Saint-Jean-d'Acre, pendant la Neuvième croisade dirigée par son père. À ce moment-là, son grand-père Henri III règne encore en Angleterre et son père Édouard n'est que l'héritier du trône. Peu après sa naissance, ses parents quittent Acre et retournent en Angleterre en marquant plusieurs étapes en Sicile et en Castille. Édouard et Éléonore laissent en chemin Jeanne à la garde de sa grand-mère maternelle Jeanne de Dammartin,,. La petite princesse passe ainsi les premières années de sa vie dans le Ponthieu, où elle est élevée en « étant complètement gâtée par une grand-mère indulgente ». Elle est, selon un chroniqueur, libre de jouer dans « les collines couvertes de vignes et les vallons ensoleillés » entourant le palais de sa grand-mère, bien qu'elle requiert tout de même « une surveillance judicieuse ». Ayant passé quatre ans loin de sa famille, Jeanne « ne craignait pas ses parents » lorsqu'elle fait son retour en Angleterre en 1278 et entretiendra plus tard avec eux une relation assez distanciée.
Pendant que Jeanne grandit dans le Ponthieu auprès de sa grand-mère, son père Édouard fait son retour en Angleterre et est couronné à l'abbaye de Westminster le 19 août 1274, à la suite du décès d'Henri III le 16 novembre 1272. Aussitôt monté sur le trône, Édouard Ier s'empresse de nouer plusieurs alliances diplomatiques et utilise la main de ses filles à cet effet. Selon l'historienne Mary Anne Everett Green, le nouveau roi espère accroître son influence politique et sa puissance avec le mariage de sa fille Jeanne. Sur les conseils de sa tante Marguerite de Provence et du pape Nicolas III, il arrête en 1277 son choix sur Hartman, un des fils du roi des Romains Rodolphe Ier de Habsbourg. C'est à la suite de cette décision qu'Édouard rappelle sa fille du Ponthieu l'année suivante. Malheureusement, les espoirs du roi d'Angleterre sont réduits à néant lorsque le prétendant de Jeanne meurt le 20 décembre 1281 avant qu'il ne puisse l'épouser, ni même la rencontrer. Selon une lettre adressée à Édouard Ier, Hartman se serait noyé après que le bateau sur lequel il se trouvait pour rendre visite à son père ait heurté un rocher à la suite d'une violente tempête, tandis que certaines chroniques affirment qu'il serait tombé dans une nappe de glace.

### Premier mariage
Malgré cette infortune, Édouard Ier s'empresse rapidement de rechercher d'autres partis intéressants pour sa fille. Son choix s'arrête finalement sur Gilbert de Clare, 7e comte de Gloucester et 6e comte de Hertford. Au moment où les fiançailles sont célébrées en mai 1283, Gilbert de Clare est presque âgé de 40 ans, alors que Jeanne n'en a qu'onze,. De plus, il est encore marié, bien que séparé depuis 1271, avec Alice de Lusignan et a deux filles qui sont plus âgées que Jeanne. Après avoir obtenu la dissolution de son premier mariage en mai 1285, Gilbert demande une dispense papale, qui est finalement accordée en 1289. Il semble que le comte soit tombé profondément amoureux de Jeanne et qu'il ait entamé une cour pressante auprès d'elle, lui achetant présents et habits. On ignore en revanche quels étaient les sentiments de Jeanne envers son futur époux. Selon le contrat de mariage fixé par le roi Édouard, Gilbert de Clare doit renoncer à ses biens et ses titres, qui lui seront restitués conjointement à lui-même et sa nouvelle épouse après la cérémonie. De plus, dans le cas où le mariage ne produirait aucune descendance, les terres de Gilbert seraient dévolues aux enfants potentiels d'un second mariage de Jeanne. Enfin, le douaire de Jeanne est fixé à la somme de 2 000 marcs.
Le mariage est célébré le 30 avril 1290 en l'abbaye de Westminster, quelques jours après que Jeanne ait atteint ses 18 ans. Au cours de la cérémonie, elle porte une ceinture et une coiffe en or, décorées de rubis et d'émeraudes achetées pour elle à Paris au prix de 50 livres. Malgré la présence de gaines et de coiffures très élaborées, les noces de Jeanne ne réunissent que la famille royale et se déroulent dans une relative discrétion, contrairement au mariage de sa sœur cadette Marguerite quelques semaines plus tard. Jeanne et son nouvel époux Gilbert quittent la cour peu après leur mariage pour se rendre dans leurs possessions. Le couple marque sa première étape dans le village de Tonbridge, situé dans le Kent. Le mariage se révèle très rapidement fructueux, puisqu'un an après sa célébration, la comtesse de Gloucester et de Hertford met au monde aux alentours du 10 mai 1291 un premier fils, prénommé Gilbert. Trois filles suivront entre 1292 et 1295. Le 7 décembre 1295, l'époux de Jeanne meurt à l'âge de 52 ans. En vertu de son contrat de mariage, Jeanne devient automatiquement comtesse de Gloucester et de Hertford de plein droit. Un mois plus tard, le 20 janvier 1296, elle prête hommage auprès de son père Édouard Ier pour ses titres et possessions.

### Second mariage
Malgré le projet qu'a son père de la remarier au comte Amédée V de Savoie le 16 mars 1297, Jeanne tombe sous le charme de Raoul de Monthermer, un de ses écuyers, l'épouse secrètement en janvier et devient rapidement enceinte. Par précaution, elle choisit de plaider sa cause auprès de son père en amenant avec elle à la cour les quatre jeunes enfants qu'elle a eus avec Gilbert de Clare, espérant que la présence de ses petits-enfants adoucirait le roi. Édouard Ier est promptement informé des inclinations de sa fille pour Raoul de Monthermer, mais ignore alors qu'elle est déjà remariée et fait saisir ses possessions. Constatant que son père poursuit les négociations avec le comte de Savoie et, d'après les mots de Mary Anne Everett Green, « consciente qu'elle se trouvait dans une situation qui rendrait la divulgation de son mariage inévitable », Jeanne révèle au roi ses noces secrètes avec Raoul de Monthermer. Furieux, le roi fait immédiatement appréhender et emprisonner Raoul dans la forteresse de Bristol,. L'annonce du remariage de la fille du roi d'Angleterre sème la consternation dans le royaume et les cours de la chrétienté. Il est fort possible que les seigneurs qui se sont dits les plus choqués par cette mésalliance aient été ceux qui convoitaient la main de Jeanne.
En juillet 1297, Jeanne plaide avec passion son remariage avec Raoul de Monthermer et, selon le chroniqueur Thomas Walsingham, déclare à son père : « Personne ne voit rien de mal si un grand comte épouse une femme pauvre et humble. Pourquoi devrait-il y avoir quelque chose de mal si une comtesse épouse un homme jeune et prometteur ? » Édouard Ier aurait apparemment apprécié cette répartie mais il est possible que l'avancée de la grossesse de sa fille l'ait contraint à reconnaître le mariage. À la suite de l'intervention d'Antony Bek, évêque de Durham, il fait libérer Raoul, qui lui rend hommage le 2 août à Eltham pour les possessions que détient Jeanne. À la mi-septembre, le roi ordonne au connétable du château de Windsor de remettre « les maisons de la cour extérieure » au couple, « comme le roi leur a prêté ces maisons pour leur demeure et celle de leurs suites ». Le mariage de Jeanne et Raoul produit quatre enfants. Monthermer se distingue militairement auprès de son beau-père et, en récompense, le roi restitue au couple l'honneur de Tonbridge et l'île de Portland en novembre 1301,. Le 12 octobre 1306, Raoul obtient même l'insigne honneur de recevoir le prestigieux titre de comte d'Atholl, qui relève de la pairie d'Écosse et vient d'être confisqué à John Strathbogie.

### Relations avec sa famille
Jeanne entretient au cours de son existence des relations tendues avec ses parents. Ayant grandi auprès de sa grand-mère pendant quatre années, elle est ensuite remise à des gardiens loyaux à la couronne et n'a guère l'occasion de voir sa famille, même si on ignore si Jeanne a été élevée avec ses sœurs Aliénor, Marguerite, Marie et Élisabeth. À cela s'ajoute le fait qu'Édouard Ier et Éléonore de Castille quittent en mai 1286, lorsque Jeanne a quatorze ans, le royaume d'Angleterre pour le duché d'Aquitaine, où ils demeurent pendant trois ans, jusqu'au printemps 1289. Pendant cette période, on sait que Jeanne a une dispute avec un commis royal à la garde-robe et refuse d'accepter de l'argent pour payer ses dépenses. Malgré cela, Édouard Ier paie à son retour d'Aquitaine les dettes de sa fille. Les historiens qui se sont intéressés aux relations d'Édouard avec sa progéniture concluent que le roi n'entretenait pas de relations étroites avec la plupart de ses enfants pendant leur enfance et adolescence, mais « il [Édouard Ier] semblait plus attaché à ses filles qu'à ses fils ». En ce qui concerne Jeanne, elle a donc véritablement côtoyé ses parents pendant seulement quelques mois, entre leur retour d'Aquitaine au printemps 1289 et son mariage avec Gilbert de Clare en avril 1290.
De par sa nature indépendante, Jeanne est souvent entrée en conflit avec son père. Édouard Ier désapprouve ainsi son départ de la cour après son mariage avec Gilbert de Clare en 1290 et, en représailles, « fait saisir sept robes qu'il avait faites faire pour elle ». En outre, il s'oppose farouchement au remariage de sa fille avec Raoul de Monthermer, au point d'essayer par tous les moyens d'annuler leur union avant de céder,. Bien qu'il entretienne finalement une relation cordiale avec Monthermer, au point de lui attribuer le comté d'Atholl, il existe une différence notable dans le traitement qu'il accorde à Jeanne et celui qu'il accorde à ses autres filles. Par exemple, Édouard Ier paie gracieusement les messagers qui lui apportent les nouvelles des naissances de ses nombreux petits-enfants, mais semble ne pas l'avoir fait avec les enfants de Jeanne, du moins ceux issus de son union avec Raoul de Monthermer. Par ailleurs, Jeanne n'hésite pas à soutenir son frère cadet Édouard lorsque ce dernier se querelle violemment avec leur père pendant l'été 1305, au point de correspondre avec lui sans requérir l'accord paternel — à l'inverse, sa sœur cadette Marie a préalablement demandé le consentement royal — et de lui offrir son propre sceau pour ses dépenses personnelles.

### Décès
Jeanne d'Angleterre meurt le 23 avril 1307 au manoir de Clare, situé dans le Suffolk. La cause de son décès demeure inconnue, même si une théorie indique qu'elle serait morte en couches, ce qui est au début du XIVe siècle une cause fréquente du décès prématuré des femmes. Bien que l'âge de Jeanne à sa mort – ou bien 34 ou 35 ans – et la chronologie de ses grossesses pendant son mariage avec Raoul de Monthermer penchent en faveur de cette hypothèse, les historiens ne l'ont pas confirmée et ne se sont jamais prononcés fermement pour une cause de décès précise. Deux mois et demi après son trépas, Jeanne est suivie dans la tombe par son propre père Édouard Ier le 7 juillet. Avec leurs décès respectifs, Raoul de Monthermer perd les comtés de Gloucester et de Hertford au profit de son beau-fils Gilbert de Clare, qui obtient la pleine possession des titres et terres maternels dès le 18 août 1307, alors qu'il est âgé de seulement seize ans. Raoul lui-même obtient de son beau-frère Édouard II – avec lequel il a été très proche avant son avènement au trône, particulièrement en 1304 et 1305 – plusieurs dons en terres ainsi que le titre de baron en 1309 et se remarie avec Isabelle le Despenser en 1318, sans pour autant regagner le rôle prépondérant qu'il détenait du vivant de Jeanne.
Jeanne est inhumée le 26 avril 1307 dans le prieuré augustinien de Clare, qui avait été fondé par les ancêtres de son premier époux et où certains d'entre eux reposent également. Le 6 mai suivant, le roi Édouard Ier demande à tous les évêques d'Angleterre et aux abbés de Westminster, de Waltham, de St Albans, d'Evesham et de Cantorbéry de « faire en sorte que l'âme de Jeanne, feue comtesse de Gloucester et de Hertford, fille du roi, qui vient juste de mourir, soit recommandée à Dieu par tous les hommes de religion et autres ecclésiastiques... par le chant des messes et autres œuvres pieuses ». Le lieu d'inhumation de Jeanne a suscité beaucoup d'intérêt par la suite. En effet, en 1357, sa fille Élisabeth de Clare prétend « avoir inspecté le corps de sa mère et trouvé le cadavre intact », ce qui est alors considéré par l'Église comme une preuve de sainteté. Cette prétention est cependant seulement relatée à partir du XVe siècle et ses détails restent incertains, en particulier la déclaration que le corps était dans un tel état de préservation que « quand ses seins ont été pressés avec les mains, ils se sont relevés ». Certaines sources affirment en outre que des miracles ont eu lieu sur la tombe de Jeanne, mais aucune procédure de béatification ou de canonisation a jamais été entamée.

## Descendance
De son premier mariage avec Gilbert de Clare, Jeanne d'Angleterre a quatre enfants :
- Gilbert de Clare (v. 10 mai 1291 – 24 juin 1314), 8e comte de Gloucester et 7e comte de Hertford, épouse Maud de Bourg ;
- Éléonore de Clare (3 octobre 1292 – 30 juin 1337), suo jure 6e dame de Glamorgan, épouse d'abord Hugues le Despenser, 1er baron le Despenser, puis William la Zouche, 1er baron Zouche de Mortimer ;
- Marguerite de Clare (12 octobre 1293 – 9 avril 1342), suo jure 11e dame de Tonbridge, épouse d'abord Pierre Gaveston, 1er comte de Cornouailles, puis Hugh Audley, 1er comte de Gloucester ;
- Élisabeth de Clare (16 septembre 1295 – 4 novembre 1360), suo jure 11e dame de Clare, épouse d'abord Jean de Bourg, puis Théobald de Verdun, 2e baron Verdun, et enfin Roger Damory, 1er baron Damory.

De son second mariage avec Raoul de Monthermer, elle a quatre autres enfants :
- Marie de Monthermer (octobre 1297 – v. 1371), épouse Duncan IV de Fife ;
- Jeanne de Monthermer (1299 – ?), nonne à Amesbury ;
- Thomas de Monthermer (4 octobre 1301 – 24 juin 1340), 2e baron Monthermer, épouse Margaret de Brewes ;
- Édouard de Monthermer (v. 11 avril 1304 – av. 3 février 1340), 1er baron Monthermer.

## Postérité artistique
Jeanne d'Angleterre apparaît dans le roman historique Infamous de Virginia Henley. Dans cet ouvrage, Jeanne est décrite comme une jeune princesse légère, vaine, superficielle et gâtée. Dans le roman, il est affirmé qu'elle n'a qu'une fille, alors qu'elle a eu huit enfants dans la réalité. Aucune preuve historique ne permet de corroborer ce portrait de Jeanne. Par ailleurs, Jeanne est un personnage important dans le roman The Love Knot de Vanessa Alexander. L'auteur présente une vision complètement différente de la princesse de celle de Virginia Henley et s'intéresse surtout à l'histoire d'amour entre Jeanne et Raoul de Monthermer à travers la découverte d'une série de lettres qu'ils se sont écrites. Enfin, Jeanne est apparue aussi dans divers textes comme une femme indépendante, pleine d'esprit et gâtée. Dans Lives of Princesses of England de Mary Anne Everett Green, Jeanne est dépeinte comme une « princesse vertigineuse » et une mère négligente. Beaucoup d'historiens ont accepté cette caractérisation, mais il n'existe aucune preuve soutenant cette allégation.